# Воронин, Владимир Валентинович
Влади́мир Валенти́нович Воро́нин (1949 — 15 июля 2018, Владивосток) — советский и российский оперный певец (тенор) и педагог по вокалу, заслуженный деятель искусств Российской Федерации (2003), профессор ДВГИИ (2005), заведующий кафедрой сольного пения и оперной подготовки с 2009 года.

## Биография
В 1975 г. окончил Дальневосточный педагогический институт искусств (класс М. Я. Болотовой). В 1981—1983 гг. прошёл очную подготовку в ассистентуре-стажировке на кафедре сольного пения в Московской государственной консерватории им. П. И. Чайковского. С 2005 — профессор ДВГИИ, с 2009 — заведующий кафедрой сольного пения и оперной подготовки этого же вуза.

### Научная и общественная деятельность
Владимир Валентинович — автор более 30 учебных изданий и научных работ, а также выступал на конференциях. Художественный руководитель оперной студии ДВГИИ и общественного учреждения культуры «Камерный музыкальный театр г. Владивостока».

### Награды
- 2003 — заслуженный деятель искусств Российской Федерации,

Владимир Валентинович Воронин — лауреат:
- VIII международного конкурса молодых музыкантов-исполнителей «Музыкальный Владивосток 2014» и
- IX международного конкурса молодых музыкантов-исполнителей «Музыкальный Владивосток 2016» в номинации «Оперная студия» за сцены из оперных спектаклей (художественный руководитель).
- 2014 — диплом за подготовку лауреатов краевых и международных конкурсов молодых музыкантов.
- 2016 — диплом за подготовку лауреатов краевых и международных конкурсов молодых музыкантов.